# Verticillitida
Verticillitida é uma ordem de esponjas da classe Demospongiae.

## Famílias
- Verticillititiidae